# ファブリス・エレ
ファブリス・エレ（Fabrice Ehret、1979年9月28日 - ）は、スイス・ティチーノ州ルガーノ出身のサッカー選手。元U-21フランス代表。ポジションはMF。

## タイトル

### クラブ
ストラスブール
- クープ・ドゥ・フランス 2001

 アンデルレヒト
- ジュピラー・プロ・リーグ 2005-06

## 所属クラブ
- 1997-1998  FCミュルーズ
- 1998-2004  RCストラスブール
- 2004-2006.1  RSCアンデルレヒト
- 2006.2-2006  FCアーラウ
- 2006-2011  1.FCケルン
- 2011-2014  エヴィアン・トノン・ガイヤールFC
- 2014-2015  ASナンシー